# TANGRAM
TANGRAM（中文：超燃少年團）是香蕉娱乐於2018年推出的男子音樂組合。团体最初由7名成員組成，現任成員有4位：邱治諧、貝汯璘、姜京佐、高茂桐。

## 团名
而他們的團體名稱「TANGRAM」中的「TANG」與「唐」同音，代表著全世界對中國的認知，而TANGRAM作為中國男團，也將展示中國偶像的正能量和可塑性，「GRAM」在希臘語裡是有趣的意思，這個名字代表著成員的形象氣質，希望以此彰顯出中國男團的新生力量。
团体粉絲名為「糖果」，官方應援色為「糖果黃」。

## 簡介
2016年，TRAINEE 18全球練習生招募計劃總決賽入選。
2018年1月與同公司的林彥俊、尤長靖參加中國選秀節目偶像練習生，同年7月香蕉娛樂於官方微博公佈一張概念海報，預告香蕉娛樂旗下練習生邱治諧、林超澤、陸定昊、貝汯璘、李若天、姜京佐、高茂桐將以「TANGRAM」之名出道。2018年10月14日，推出首支出道单曲《Radiant》，並於同日在《由你音樂榜樣》進行出道舞台，團員貝汯璘和邱治諧為該曲作詞人。12月18日，攜全新單曲《Focus》，在上海舉辦出道暨新歌發佈會，並宣佈中文团名為「超燃少年團」。隔日，官方微博宣佈粉絲名為「糖果」，應援色為「糖果黃」（R:250 G:192 B:44）。
2019年3月，團員陸定昊因個人行為影響组合，被無限期停止在團內的所有工作，随后退出团体，个人发展。李若天随后也退出组合。
2021年1月，林超澤辭去隊長一職，退出团体与香蕉娱乐，成立个人工作室。
TANGRAM现任活跃成员有4位，邱治諧、貝汯璘、姜京佐、高茂桐。

## 成員列表
- 名字粗體為隊長

-

| 成員列表 | 成員列表         | 成員列表       | 成員列表 | 成員列表 | 成員列表 |
| 本名     | 出生地           | 出生日期       | 星座     | 身高     | 體重     |
| -------- | ---------------- | -------------- | -------- | -------- | -------- |
| 邱治諧   | 中華民國（臺灣） | 1993年4月11日  | 白羊座   | 175cm    | 65kg     |
| 貝汯璘   | 中華民國（臺灣） | 1996年6月4日   | 雙子座   | 178cm    | 62kg     |
| 姜京佐   | 中国遼寧         | 1997年11月29日 | 射手座   | 177cm    | 60kg     |
| 高茂桐   | 中国山东潍坊     | 2000年3月8日   | 雙魚座   | 187cm    | 73kg     |

## 退出成员
| 退出成员 | 退出成员     | 退出成员      | 退出成员 | 退出成员 | 退出成员 |
| 本名     | 出生地       | 出生日期      | 星座     | 身高     | 體重     |
| -------- | ------------ | ------------- | -------- | -------- | -------- |
| 陆定昊   | 中国         | 1995年7月27日 | 狮子座   | 179cm    | 58kg     |
| 林超澤   | 中国浙江溫州 | 1996年5月4日  | 金牛座   | 175cm    | 55kg     |
| 李若天   | 中国江蘇     | 1997年9月2日  | 處女座   | 182cm    | 68kg     |

## 音樂作品

### TRAINEE 18时期
| 发布时间      | 曲目              | 演唱者               | 备注               |
| 2018年1月22日 | 《ROCK THE SHOW》 | 全員與林彦俊、尤長靖 | TRAINEE 18毕业单曲 |

### 《偶像練習生》演唱曲目
| 环节         | 曲目           | 演唱者                                                                 | 原唱者     |
| 主题曲       | 《Ei Ei》      | 偶像練習生                                                             | 偶像練習生 |
| 首次等級評定 | 《讓世界毀滅》 | 貝汯璘、高茂桐、姜京佐、李若天、尤長靖、林超澤、林彥俊、陸定昊、邱治諧 | 林宥嘉     |

### TANGRAM时期

#### 單曲
| 发布时间       | 曲目        | 备注     |
| 2018年10月14日 | 《Radiant》 | 出道单曲 |
| 2018年12月18日 | 《Focus》   |          |

#### 團體歌曲
| 发布时间      | 曲目       | 演唱者 | 备注                     |
| 2018年8月24日 | 《向前冲》 | 全員   | 電影《大師兄》宣傳推廣曲 |

## 参演作品

### 固定综艺
| 播出年份 | 播出日期           | 播出平台 | 节目名称                             | 集数 | 备注                          |
| 2018年   | 1月19日－4月6日    | 爱奇艺   | 《偶像练习生》                       | 12   | 男团竞演养成类真人秀          |
| 2018年   | 1月19日－4月13日   | 爱奇艺   | 《偶像有新番（页面存档备份，存于）》 | 13   | 《偶像练习生》衍生节目        |
| 2018年   | 5月17日 - 6月10日  | 优酷     | 《萨瓦迪卡Banana》                   | 8    | 全員                          |
| 2018年   | 9月27日 - 12月13日 | 爱奇艺   | 《咕噔咕噔Banana 》                  | 12   | 全員與尤長靖，林彥俊（1-5期） |
| 2019年   | 6月7日 - 8月9日    | 深圳卫视 | 《起舞吧！齐舞》                     | 10   | 全員                          |